# Лошоњец
Лошоњец (слч. Lošonec) насељено је мјесто са административним статусом сеоске општине (слч. obec) у округу Трнава, у Трнавском крају, Словачка Република.

## Становништво
| Година:    | 1994. | 2004.   | 2014.   | 2024.    |
| ---------- | ----- | ------- | ------- | -------- |
| Број људи: | 543   | 522     | 505     | 607      |
| Разлика:   |       | -3,86 % | -3,25 % | +20,19 % |

| Година:    | 2023. | 2024.   |
| ---------- | ----- | ------- |
| Број људи: | 606   | 607     |
| Разлика:   |       | +0,16 % |

Према подацима о броју становника из 2024. године насеље је имало 607 становника.